# 小行星1514
小行星1514（1514 Ricouxa）是一颗围绕太阳公转的小行星。1906年8月22日，馬克斯·沃夫在海德堡发现了此天体。
这颗小行星的绝对星等为178.9414131709834等。